# Michel Pastoureau
Michel Pastoureau (ur. 17 czerwca 1947 w Paryżu) – francuski historyk mediewista, antropolog, eseista, historyk sztuki.

## Życiorys
Absolwent École nationale des chartes. Doktorat w 1972 o bestiariuszach heraldycznych w średniowieczu. Od 1983 roku jest kierownikiem Chaire d'histoire de la symbolique Occidentale. Doktor honoris causa Uniwersytetu w Lozannie (1996). Zajmuje się symboliką średniowieczną.

## Wybrane publikacje
- Vert. Histoire d'une couleur. Éditions du Seuil, Paris 2013, ISBN 978-2-02-109325-4.
- L'ours. Histoire d'un roi déchu, éditions du Seuil, 2007
- Les chevaliers de la Table ronde, éditions du Gui, 2006, ISBN 2-9517417-5-8
- Une histoire symbolique du Moyen Âge occidental, Seuil, La librairie du XXIe siècle, Paris, 2004, ISBN 2-02-013611-2
- Traité d'héraldique, Grands manuels Picard, first published 1979, latest edition 2003
- Bleu: Histoire d'une couleur, éditions du Seuil, 2000
- Les animaux célèbres, Bonneton, 2001
- Les emblèmes de la France, éditions Bonneton, Paris, 1998
- Jésus chez le teinturier: couleurs et teintures dans l'Occident médiéval, Le Léopard d'or, Paris, 1997, ISBN 2-86377-150-7
- Figures de l'héraldique, Découvertes Gallimard (nº 284), 1996
- Dictionnaire des couleurs de notre temps, Bonneton, Paris, 1992
- L'étoffe du diable: une histoire des rayures et des tissus rayés, éditions du Seuil,  1991
- La vie quotidienne en France et en Angleterre au temps des chevaliers de la Table ronde, Hachette 1991, ISBN 2-01-017737-1
- L'Ermine (heraldry) et le sinople, études d'héraldique médiévale, Le Léopard d'or, Paris, 1982, ISBN 2-86377-017-9
- Le Roi tué par un cochon, Le Seuil, 2015, 232 ss.

## Publikacje w języku polskim
- Życie codzienne we Francji i Anglii w czasach rycerzy Okrągłego Stołu (XII-XIII wiek), przeł. Maria Skibniewska, Warszawa: Państwowy Instytut Wydawniczy 1983.
- Diabelska materia: historia pasków i tkanin w paski, przeł. Maryna Ochab, Warszawa: "Oficyna Naukowa" 2004.
- Średniowieczna gra symboli, przeł. Hanna Igalson-Tygielska, Warszawa: Oficyna Naukowa 2006.
- Niebieski: historia koloru, przeł. Maryna Ochab, Warszawa: Oficyna Naukowa, 2013.